# Seminario Teológico Judío de América
El Seminario Teológico Judío de América (en inglés: Jewish Theological Seminary) (JTS) es un seminario teológico de enseñanza religiosa de la ciudad de Nueva York, el seminario forma parte de los principales centros universitarios del movimiento del judaísmo conservador.
Conjuntamente con la Universidad Judía Americana de Los Ángeles, el Seminario Rabínico Latinoamericano de Buenos Aires y el Instituto Schechter de Estudios Judíos de Jerusalén, el JTS constituye uno de los principales seminarios rabínicos del movimiento conservador. Fue creado en 1886, y su nombre es debido al antiguo «Seminario Teológico Judío» (en inglés: Jewish Theological Seminary) de Wrocław en Polonia que desapareció.